# Dynastes moroni
Dynastes moroni es un coleóptero de la familia Scarabaeidae; endémico de la región de la Sierra de los Tuxtlas en México.

## Taxonomía
Esta especie de escarabajo se describió originalmente como una subespecie, Dynastes hyllus moroni, pero los análisis genéticos indican claramente que no está relacionado con Dynastes hyllus; D. hyllus es hermana de Dynastes grantii, mientras que D. moroni es hermana de Dynastes maya.